# Волокитина (Иркутская область)
Волокитина (Волокитино) — территория (до 1986 года заимка) в Зиминском районе Иркутской области России.

## География
Находится на высоте около 440 м над уровнем моря на левом берегу реки Оки, при впадении её притока реки Змеёвки, примерно в 12 км к северу от районного центра.

## История
Населённый пункт был основан как заимка Волокитиных в 1889 году.
По данным переписи населения СССР 1926 года здесь насчитывалось 13 домов, где проживали 68 человек (32 мужчины и 36 женщин).
На 1929 год заимка входила в состав Старо-Перевозского сельсовета Кимильтейского района Тулунского, затем — Иркутского округа.
В 1976 году входила в состав Ухтуйского сельсовета Зиминского района Иркутской области.
23 июня 1986 года заимка Волокитина исключена из учётных данных как фактически не существующая в связи с выездом из неё всех жителей. В настоящее время не её территории расположено садоводческое товарищество.

## Население
Всероссийская перепись населения 2010 года не упоминает этого населённого пункта.

## Инфраструктура
Личное подсобное хозяйство с зоной сельскохозяйственного использования, индивидуальная застройка усадебного типа.
Основа экономики — сельское хозяйство.

## Транспорт
Волокитина доступна автотранспортом.